# Кузнецкая губа
Кузне́цкая губа — губа на юге Печорского моря, вдаётся в северную часть материка.

## География
Расположена в юго-западной части полуострова Русский Заворот, в месте его примыкания к материку. Мелководный залив с песчано-илистым дном, протянувшийся на 16 километров с востока на запад и на 8 километров с севера на юг.
Отделён Русским Заворотом от Печорского моря. Полуостров представляет собой полосу песка, затапливаемую во время больших приливов, с песчаными дюнами шириной до 6 километров с редкой травянистой растительностью и пятнами мхов и лишайников. Низменное побережье залива большей частью представляет собой лайды, заливаемые морским приливом.
Южным входным мысом в губу является Кузнецкий Нос, примерно в 9 километрах западнее него находится остров Долгий в Печорской губе.
На полуострове на северном берегу губы находится заброшенный посёлок Ходовариха вблизи сопки Хэяраседа высотой 13 метров, на юго-восточном берегу губы — заброшенная деревня Кузнецкая. На западе в губу вдаются мысы Хэсаля (Болванский) и Каюкский. Южнее расположена сопка Лыруйхой высотой 5 метров, а также множество мелких рек и озёр, среди которых Кузнецкое-То с островом Чаячий, связанное с губой рекой Кузнецкой.
Омывает Малоземельскую тундру и Тиманский берег на севере и западе и Захарьин берег на юго-востоке.
Входит в состав Ненецкого заповедника.